# Войнешть (комуна, Васлуй)
Войнешть, Войнешті (рум. Voinești) — комуна у повіті Васлуй в Румунії. До складу комуни входять такі села (дані про населення за 2002 рік):
- Авремешть (683 особи)
- Бенчешть (203 особи)
- Войнешть (474 особи)
- Гирдешть (619 осіб)
- Коробенешть (33 особи)
- Мерешешть (251 особа)
- Обиршень (303 особи)
- Обиршеній-Лінгурарі (865 осіб)
- Ругерія (68 осіб)
- Стинкешень (228 осіб)
- Урікарі (75 осіб)

Комуна розташована на відстані 257 км на північний схід від Бухареста, 24 км на захід від Васлуя, 67 км на південь від Ясс, 134 км на північ від Галаца.

## Населення
За даними перепису населення 2002 року у комуні проживали 3802 особи, усі — румуни. Усі жителі комуни рідною мовою назвали румунську.
Склад населення комуни за віросповіданням:
| Релігія       | Кількість осіб | Відсоток |
| ------------- | -------------- | -------- |
| православні   | 3510           | 92,3%    |
| п'ятдесятники | 277            | 7,3%     |
| адвентисти    | 8              | 0,2%     |
| бретрени      | 6              | 0,2%     |
| римо-католики | 1              | < 0,1%   |

## Зовнішні посилання
- Дані про комуну Войнешть на сайті Ghidul Primăriilor [Архівовано 15 червня 2012 у Wayback Machine.]